# Csáky Katalin
Kőrösszegi és adorjáni gróf Csáky Katalin (Csáki Katalin) (1726 – 1794) írónő, imaszerző.
Gróf Csáky Zsigmond és Haller Kata leánya. Előbb Bornemisza János, később gróf Bethlen Miklós felesége volt.

## Munkái
- Mennyei igyekezet, mely itten az Istenes életnek, ez után az örökké való boldogságnak meg nyeréséért foganatos imádságokkal rakva vagyon. Kolozsvár, 1768. (Ujra kinyomatta báró Jósika Jánosné gróf Csáky Rozália. Uo. 1842.)
- Mennyei igyekezet, mellyet a Szent Irásból, és más áitatos könyvekből egybe szedett, és naponként gyakorlot néhai Keresztszegi Gr. Csáki Katalin aszszony. Most pedig az igaz Isteni tisztelet öregbítésére édes annyának emlékezetére, és sokaknak kérésére újjra ki-nyomtattatott kászoni B. Bornemisza Anna Mária B. Josika Imre özvegye tulajdon költségével. Csíksomlyó, 1799.
- Ájtatosság kalauza… mely a… gyakoroltatni szokott processióknak hasznos eljárására vezet… Uo. 1781.
- Mennyei oltalom, azaz: olyan könyvecske, mely kalauzolni fogja a jó lelket az isteni félelemre és az isteni bizodalomra… Uo. 1788. (Újra lenyomatott uo. 1842-ben, az eredeti évszámmal.)